# Переворот у Камбоджі (1970)
Переворот у Камбоджі 1970 року (кхмер. រដ្ឋប្រហារកម្ពុជាឆ្នាំ១៩៧០) — державний переворот, що стався у Камбоджі 18 березня 1970 року, в результаті якого на надзвичайному з'їзді Національних зборів був повалений глава держави — принц Нородом Сіанук. Фактично влада перейшла до прем'єр-міністра країни — генерала Лон Нола, формальним главою держави став голова парламенту Ченг Хенг. Після перевороту монархію було ліквідовано, а за рік була проголошена республіка.

## Передумови

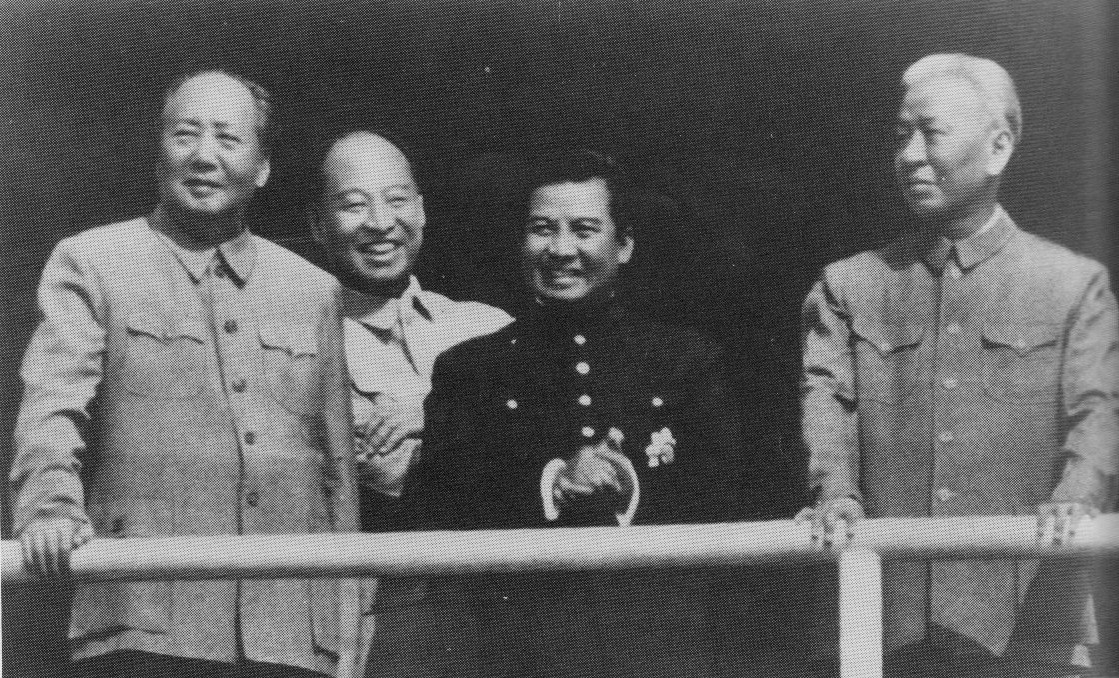
Зліва направо: Мао Цзедун, Пен Чжень, Нородом Сіанук і Лю Шаоці. 1956 рік

Від моменту набуття Камбоджею незалежності від Франції 1954 року главою держави залишався принц Нородом Сіанук. Його політична партія — Сангкум — після виборів 1955 року стала панівною партією в країні. 1963 року Сіанук змусив Національні збори ухвалити поправки до конституції, що знімали обмеження терміну повноважень глави держави.[джерело?]
З початком Другої індокитайської війни Сіануку стало все важче балансувати між лівими та правими силами. Контрабанда рису через прикордонні райони почала завдавати серйозної шкоди камбоджійській економіці. У той період прем'єр-міністром Камбоджі став найближчий соратник Сіанука, — генерал Лон Нол — політик правого спрямування, переконаний націоналіст та антикомуніст. Однак ставлення Лон Нола до Сіанука поступово змінювалось, з боку правих сил зростало невдоволення як економічною, так і зовнішньою політикою короля. Зокрема, роздратування у Лон Нола та його прибічників викликало вкрай лояльне відношення Сіанука до партизанів В'єтконгу, що діяли в прикордонних районах. Більше того, у 1963—1969 роках Сіанук проводив перемовини з Ханоєм про постачання рису за завищеними цінами. В обмін на це він відкрив порт Сіануквіль для постачання зброї В'єтконгу.

## Перебіг подій
У березні 1970 року Нородом Сіанук перебував у поїздці країнами Європи, а також відвідав СРСР і КНР. В той час у Пномпені спалахнули против'єтнамські заворушення, натовп розгромив посольство Північного В'єтнаму й місцеве представництво В'єтконгу (Тимчасовий уряд Республіки Південний В'єтнам). Первинно Сіанук навіть підтримав протестувальників — він сподівався, що Москва і Пекін зможуть вплинути на Північний В'єтнам, щоб той зменшив свою присутність у Камбоджі.
Ситуацією скористались прем'єр-міністр Лон Нол і принц Сісават Сірік Матак. Після погрому посольство Північного В'єтнаму було закрито, а під час обшуку ніби було виявлено «таємний план» комуністів із захоплення Камбоджі. 12 березня Сірік Матак денонсував торгові угоди з Ханоєм, Лон Нол зі свого боку закрив порт Сіануквіля для кораблів Північного В'єтнаму. Під загрозою початку бойових дій партизанам В'єтконгу було висунуто ультиматум упродовж 72 годин залишити територію Камбоджі. До ранку 16 березня стало зрозуміло, що такі вимоги не буде виконано, й того ж дня біля будівлі Національних зборів відбувся мітинг проти присутності в країні в'єтнамських військ, на який прийшли близько 30 тисяч осіб, в основному молодь і студенти.
У подальшому події почали розвиватись стрімко: того ж дня секретаря державної оборони й зятя Нородома Сіанука генерала Оума Манноріне було викликано на допит до прокуратури за звинуваченням в корупції, втім через початок заворушень справу відклали. На думку Сіанука, Манноріне знав про переворот, що планувався, й намагався заарештувати змовників, але не встиг вжити жодних заходів. Його, як і інших лояльних до Сіанука силовиків, заарештували. На прохання Сіанука його мати — Сісават Коссанак — викликала Лон Нола й Сірік Матака до королівського палацу й попрохала їх зупинити заворушення. На той момент Лон Нол і Сірік Матак мали суперечки в поглядах — Лон Нол не бажав починати переворот і до останнього сподівався, що Сіанук просто розірве стосунки з Ханоєм.
Тим не менше Сірік Матак і троє офіцерів камбоджійської армії, погрожуючи зброєю, змусили прем'єр-міністра підписати всі необхідні документи. На прес-конференції в Парижі Сіануку погрожували смертною карою, якщо той повернеться на батьківщину. 18 березня військовики почали займати позиції навколо столиці, а в парламенті за ініціативою Ін Тама почалось обговорення майбутньої відставки Сіанука. Незважаючи на те, що деякі депутати виступили проти, рішення було прийнято майже одностайно — парламентарі погодились на 122-у статтю Конституції й позбавили главу держави всіх повноважень. Фактично всю владу в країні захопив генерал Лон Нол, Сангкум відтоді очолив Ін Там, а номінальним главою держави став голова Національних зборів — Ченг Хенг.

## Акції протесту
Перебуваючи в КНР, Нородом Сіанук 23 березня 1970 року зробив радіозвернення, в якому закликав громадян Камбоджі розпочати повстання проти нового режиму. Масові демонстрації з вимогами повернення Сіанука відбулись у провінціях Кампонгтям, Такео і Кампот. Найзапекліші сутички відбулись у Кампонгтямі, де 26 березня протестувальники убили двох депутатів Національних зборів, які приїхали до них на перемовини. Під час заворушень був убитий і Лон Ніл — рідний брат генерала Лон Нола. Протиурядові виступи придушувались з особливою жорстокістю — були задіяні армійські частини, а проти беззбройних демонстрантів застосовувались танки й важке озброєння. В результаті кілька сот осіб загинули, тисячі були заарештовані.

## Наслідки
Після перевороту війська Північного В'єтнаму вторглись на територію Камбоджі. Це стало новим етапом громадянської війни — відтоді вже партизани В'єтконгу спільно з «червоними кхмерами» вели збройну боротьбу проти режиму Лон Нола. Поступово республіканські війська почали здавати свої позиції, а від цілковитого краху Лон Нола врятувала тільки підтримка американських ВПС. Лон Нол утік з країни незадовго до падіння Пномпеня в квітні 1975 року. «Червоні кхмери» здобули перемогу. Громадянська війна в Камбоджі завершилась.